# KBV 050
KBV 050 är ett av Kustbevakningens miljöskyddsfartyg, stationerat i Södertälje. Fartyget byggdes år 1983 av Lunde varv. Åren 1991 och 2000 byggdes fartyget om vid Oskarshamns varv, då man bland annat förlängde fartyget midskepps med sex meter och akterut med 2,7 meter. Ombord finns en 7,75 meters räddningsbåt av typ Norsafe Magnum.